# Navadni oleander
Navadni oleander (znanstveno ime Nerium oleander) je zimzelen grm ali majhno drevo iz družine Apocynaceae (pasjestrupovk). Zaenkrat je edina vrsta klasificirana v rodu Nerium. Obstaja veliko drugih imen za to rastlino. Starodavno maroško mesto Volubilis se imenuje po starem latinskem imenu za rastlino. Izmed rastlin, ki se pogosto gojijo na vrtu, je oleander eden najbolj strupenih. V primeru zaužitja večjih količin je lahko zelo toksičen.

## Razširjenost
Oleander izvorno raste v Maroku in na Portugalski, potem dalje čez mediteranski predel ter tudi v južni Aziji do Yunnana in v južnih delih Kitajske. Tipično se pojavlja v bližini suhih potočnih strug.

## Opis rastline
Zraste od 2-6 metrov visoko, s pokončnimi, razprostirajočimi vejami. Listi so v parih ali pa so po trije razporejeni spiralasto. So usnjati, relativno debeli, dolžine 5–21 cm, širine 1-3,5 cm, ozko-suličasti, celorobi ter temno zelene barve. Cvetovi rastejo v skupkih na koncu vsake veje; so bele, roza, rdeče ali rumene barve, premera 2,5–5 cm, imajo po 5 venčnih listov, na notranji strani venčnih listov pa imajo privenček. Pogosto, vendar ne vedno, oddajajo sladek vonj. Plod je v obliki ozke glavice, dolžine 5–23 cm, ko je zrel, se odpre in sprosti številna semena.

## Gojenje in uporaba
Oleander dobro raste v toplem subtropskem območju, kjer se široko uporablja kot okrasna rastlina v pokrajinah, parkih in vzdolž cest. Je odporen na sušo in občasno prenese tudi temperature, ki padejo do -10 °C. Zaradi enostavnega gojenja, se pogosto sadi ob avtocestah v Kaliforniji in v ostalih kontinentalnih državah Amerike z milimi zimami. Je odporen na srnjad, tolerira slabo prst in sušo. Oleander se lahko goji tudi v hladnejšem podnebju v rastlinjakih, zimskih vrtovih ali pa kot sobno rastlino, ki se lahko čez poletje hrani zunaj. Gojijo ga zaradi lepih cvetov, ki so vpadljivega videza in dišeči. Vzgojili so že preko 400 različnih barvnih cvetov, ki jih v naravi ni moč najti. Cvetovi so tako rdeče, vijolične, oranžne, najpogostejše pa bele in v različnih odtenkih roza barve. Mnogo vzgojenih vrst oleandra ima dvojne cvetove. Mlade rastline najboljše rastejo na prostornem območju, kjer jim ni treba tekmovati z drugimi rastlinami za hranila. V Indiji je nekaj običajnega videti otroke, ki trgajo cvetove oleandra in nato iz končnega dela cvetnega venca/peclja posesajo nektar. 

## Toksičnost
Oleander je ena najbolj strupenih rastlin na svetu, ki vsebuje številne toksične substance, od katerih so mnoge smrtne za ljudi, zlasti za otroke. Kljub temu dejstvu ga še vedno občasno vidimo rasti v šolskem območju. Toksičnost oleandra je zelo visoka, v nekaterih primerih je imel že ob zaužitju majhnih količin smrtne ali skoraj smrtne učinke. Najbolj pomembna toksina, ki ju vsebuje, sta oleandrin in neriozid, kardiotonična glikozida. Prisotna sta v vseh delih rastline, v največjih koncentracijah pa se nahajata v rastlinskem soku. Rastlinski sok lahko blokira receptorje na koži in na ta način povzroči otrplost. Sklepa se, da oleander vsebuje še mnoge druge, za zdaj neznane in še neraziskane substance, ki bi tudi lahko imele nevarne učinke. Skorja oleandra vsebuje rosagenin, ki značilno povzroča strihninu podoben učinek. Celotna rastlina, vključno z rastlinskim sokom, je toksična in lahko povzroča  neželene učinke. Znano je, da oleander ohrani svoje toksične lastnosti tudi potem, ko se že posuši. Pri človeku se pojavijo neželeni učinki ob zaužitju 10-20 listov oz. ob zaužitju za dlan polne listov. V primeru otroka pa je že en sam list smrtni odmerek. V Ameriki je Center za zastrupitve, ki beleži primere izpostavljenosti toksičnim spojinam (Toxic Exposure Surveillance System oz. TESS), v letu 2002 zabeležil, da je bilo 847 ljudi izpostavljenih toksičnim spojinam oleandra.  V južni Indiji je veliko samomorilskih primerov, do katerih je prišlo z zaužitjem zdrobljenih semen oleandra. Različni odmerki oleandra imajo neželeni vpliv na živali, vendar je za mnoge živali smrtna doza že 0,5 mg na kilogram telesne teže. Večina živali po zaužitju oleandra kaže znake neželenih učinkov ali pa pogine.

### Znaki zastrupitve
Zaužitje oleandra ima vpliv tako na prebavni trakt kot tudi na krvožilni sistem. Vplivi na prebavni trakt se kažejo kot slabost, bruhanje, povečano izločanje sline, bolečine v trebuhu, diareja, ki lahko ali pa tudi ne vsebuje krvi, ter kolika (zlasti pri konjih). Pri krvožilnem sistemu se pojavi nepravilen srčni ritem; včasih pride na začetku do pospešenega bitja srca, ki se potem sčasoma upočasni pod normalno frekvenco srca. Možno je, da srce napačno utripa brez kakršnegakoli specifičnega ritma srca. Udi lahko postanejo bledi in hladni zaradi slabe ali nepravilne prekrvavitve. Ob zastrupitvi z oleandrom pride prav tako do vpliva na osrednje živčevje, kar se kaže kot zaspanost, tresavica oz. tresenje mišic, epileptični napad, izguba zavesti in celo tudi kot koma, ki potencialno vodi v smrt. Rastlinski sok oleandra povzroča vnetja na koži, huda vnetja oči in alergijske reakcije, ki se kažejo kot dermatitis.

### Zahtevana zdravniška pomoč
Zastrupitve z oleandrom in njegovi neželeni učinki so hitro prepoznavni. Ob sumu na zastrupitev človeka ali živali z oleandrom  je nujna takojšna zdravniška oskrba. Inducirano bruhanje in praznjenje želodca sta dva postopka, ki zmanjšata absorpcijo toksičnih substanc. Poleg tega lahko apliciramo aktivno oglje, ki nase absorbira še preostale toksine. Nadaljnja medicinska oskrba je odvisna od tega do kako hude zastrupitve je prišlo in od vidnih simptomov. 
V primeru, da inducirano bruhanje ni imelo nobenega ali le minimalen učinek, je najboljši način za zdravljenje zastrupitve z oleandrom aplikacija zdravila z generičnim imenom Digoxine Immune Fab (zdravilo se v osnovi uporablja pri predoziranju z digoksinom ali digitoksinom). Vendar ima to zdravilo veliko stranskih učinkov, zato se uporablja le kadar je življenje zastrupljenega ogroženo.
Sušenje rastline ne izloči njenih toksinov. Oleander je nevaren za živali kot so ovce, konji, živina in vse ostale živali, ki se pasejo. Za odraslega konja je letalna doza 100 g. Mladi poganjki rastline so posebej nevarni za konje, ker so sladkega okusa. V juliju 2009 so bili v južni Kaliforniji konji namerno zastrupljeni prav z listi oleandra. Simptomi zastrupljenega konja sta huda diareja in nenormalen srčni utrip. V oleandru je širok spekter toksinov in sekundarnih metabolitov, zaradi česar je treba ravnati z  rastlino pazljivo. Veliko oleandru sorodnih rastlin, kot je na primer puščavska roža (Adenium obesum) v vzhodni Afriki, ima podobne liste, cvetove in so ekvivalentno toksične.

## Oleandrovo olje
Oleandri, iz neznanih razlogov, ko zbolijo, lahko proizvajajo olje v steblu in v plitvih koreninah. Količina olja, ki ga proizvede, se spreminja v odvisnosti od velikosti grma. Z napredovanjem bolezni obstaja možnost, da olje nasiti prst v svoji okolici. To je pravzaprav tudi možna razlaga za ime rastline, saj ”Olea” v latinščini pomeni olje. Olje je svetlo-rjave barve in ima žarek vonj. Toksičnost samega olja je nepoznana.

## Gostiteljska rastlina za ličinke
Na nekatere nevretenčarje oleandrovi toksini nimajo vpliva in se lahko prehranjujejo z rastlino. Gosenice vešče Syntomeida epilais se specifično prehranjujejo z oleandrom tako da pojedo le sredico, ki je v listnih žilah in se izogibajo listnemu tkivu. Ličinke vešče Syntomeida epilais in metulja Euploea core se prav tako prehranjujejo z rastlino. Ličinke metulja Euploea core so sposobne ohraniti ali pa spremeniti toksine tako, da so le ti neprijetni za potencialne plenilce (ptice), na ostale nevretenčarje kot so pajki in ose pa toksini nimajo vpliva.

## Potencialna uporaba v medicini
Plinij starejši je bil Rimljan, ki je napisal knjigo Naravoslovje (Naturalis historia), v kateri trdi, da je oleander, kljub svoji toksičnosti, učinkovit protistrup v primeru pikov kač, če se vzame v kombinaciji z vinom in rutico (spada v družino rutičevk).
Biotehnološko podjetje v Teksasu preizkuša oleander kot potencialno zdravilo za kožnega raka in kot protivirusno učinkovino.
Kljub temu, da primanjkuje dokazov o učinkovitosti oleandra kot zdravila,, pa se vseeno na nekaterih internetnih straneh promovira njegovo uporabo (za zdravljenje različnih rakavih obolenj), na kar bi morali biti ljudje pozorni. 

## Galerija
- Zaprt oleandrov cvet
- Seme oleandra